# Françoise Madeleine của Orléans
Françoise Madeleine d'Orléans (13 tháng 10 năm 1648 – 14 tháng 1 năm 1664) là Vương tôn nữ Pháp và là Công tước phu nhân xứ Savoia thông qua hôn nhân với Carlo Emanuele II của Savoia. Françoise Madeleine là em họ của Louis XIV của Pháp và cũng là chị họ của chồng. Françoise Madeleine là phối ngẫu của Vương tộc Savoia có thời kỳ tại vị ngắn nhất khi qua đời ở tuổi 15.